# کامپوزیت آلومینیومی تقویت شده با فیبر کربن
یک گروه تحقیقاتی دانشگاه علم و صنعت هنگ کنگ (HKUST) که توسط پروفسور یوی بون چان از دانشکده مهندسی عمران و محیط زیست با پشتیبانی از تولید جهانی آلومینیوم UC RUSAL هدایت شده‌است، یک کامپوزیت آلومینیومی جدید را کشف کرده‌است.
این مواد جدید قوی تر از آلومینیوم موجود است، ارزان‌تر و سبک‌تر از فولاد، و همچنین می‌تواند با پانل‌های عایق طراحی شده برای ساخت یک سیستم پوششی ساختمان که امن تر، ارزان‌تر، کارآمد تر و راحت‌تر باشد استفاده شود. این پروژه در حال حاضر در مرحله نهایی خود قرار دارد.
آلومینیوم تقویت‌شده فیبر برای طیف گسترده‌ای از کاربردهای اولیه در ساخت و ساز به عنوان جایگزینی برای فولاد و سیمان، و همچنین در محصولات الکترونیکی، اتومبیل، هواپیما، مصالح ساختمانی استفاده می‌شود، در نتیجه می‌تواند به‌طور قابل توجهی موجب افزایش کاربرد جهانی آلومینیوم گردد.
"فیبر تقویت شده آلومینیوم (FRA) ترکیبی از فیبر کربن و آلومینیوم است. اگر با یک ماده تغییر فاز (PCM) مورد استفاده قرار گیرد، یک سیستم نوین ساختاری ایجاد می‌کند که به‌طور مؤثر تغییرات دما در محیط را کاهش می‌دهد و هزینه‌های کار و زمان ساخت را در مقایسه با سیستم‌های معمولی ساخته شده از فولاد و سیمان به نصف کاهش می‌دهد.
"آلومینیوم یک ماده سبک وزن و مقاوم در برابر زنگ است. با این حال، استفاده از آن در ساخت و ساز امروزه محدود به قاب پنجره آن هم به دلیل بافت نرم آن است. از سوی دیگر، فولاد توان تحمل بار بیشتری را داراست، اما سنگین، گران و مستعد زنگ زدگی است. "
صنعتگران مدت زیادی به دنبال راهی برای ادغام فیبر کربن با آلومینیوم هستند، تیم تحقیقاتی پروفن چان توانسته‌است ترکیب فیبر کربن را با استفاده از فناوری نانو تغییر دهد که این امر به‌طور کامل با سایر مواد مانند آلومینیوم ادغام می‌شود. این پیشرفت برای ایجاد طیف وسیعی از مواد جدید با برنامه‌های بسیار گسترده‌تر تنظیم شده‌است. برای مثال، آلومینیوم کربنی جدید فیبر، می‌تواند برای تولید پاکت زرد، ارزانتر و سبکتر استفاده شود.
در ساختمان‌های دارای سیستم هوشمند، فرار از هوا را از طریق شکاف بین دیوارهای داخلی و خارجی ساختار حداقل است؛ بنابراین باعث صرفه جویی انرژی در تهویه مطبوع یا گرمایش می‌شود. پانل‌های سبک‌وزن نیز برای نصب آسان‌تر استفاده می‌شوند و می‌توانند از داخل ساختمان نصب شوند که به صرفه جویی در هزینه‌های حمل و نقل و ساخت و ساز کمک می‌کند.

## سیلندر آلومینیوم- فیبر کربن
سیلندر فیبر کربن از مواد با کیفیت بالا از آلیاژ آلومینیوم ساخته شده‌است. فرایند تولید شامل پانچ کردن، کشش، عملیات حرارتی، استفاده از ماشین CNC و پردازش سطح داخلی و غیره می‌باشد. ضخامت دیوار با یک تفاوت کوچک، یکنواخت است. شکل شانه و پایه با دقت و صحت بالا تولید می‌شود. درمان اکسیداسیون آنودایز سطح داخلی بهبود مقاومت در برابر خوردگی را می‌دهد. لایه‌های سیم پیچ سیلندر از الیاف کربن با کیفیت بالا، اپوکسی و دیگر مواد با کیفیت بالا ساخته شده و از طریق روش سیم پیچ سیمانی، خنک کاری بالا و غیره تولید می‌شوند.

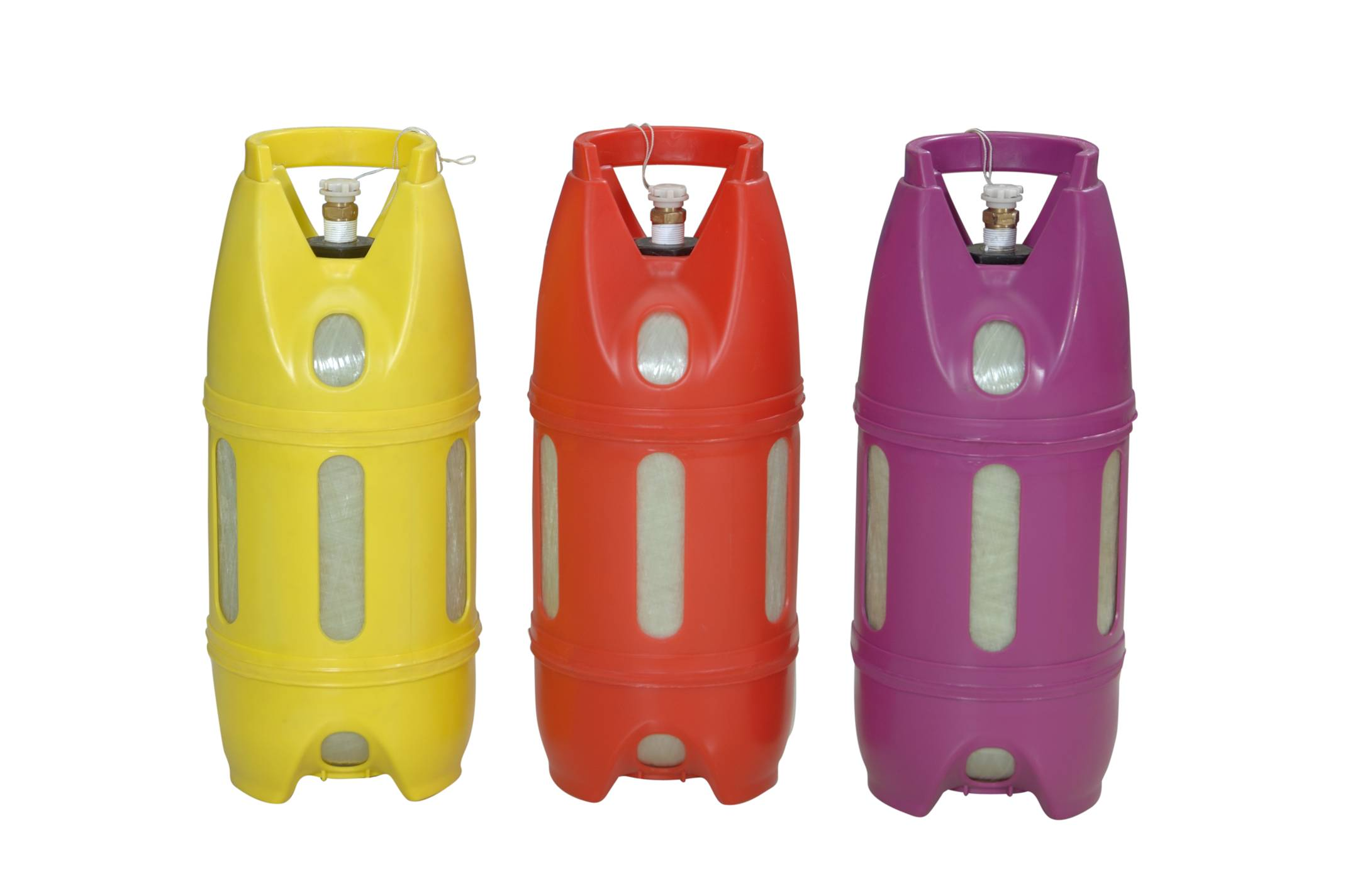
مخزن گاز از جنس کامپوزیت آلومینیوم -فیبر کربن

## خواص سیلندرهای گاز کامپوزیتی
سیلندرهای کم حجم و سبک‌وزن که تا ۷۰ درصد سبکتر از سیلندرهای فولادی هستند.
در مدل‌های کربن پیچیده شده و فایبرگلاس پیچیده شده موجود است.
ایده‌آل برای کاربردهای پزشکی اضطراری.
طیف وسیعی از اندازه‌ها و ظرفیت‌ها را داراست.
مواد فوق‌العاده با دوام و راحت، عمر طولانی سیلندر را تضمین می‌کنند.
حداقل فشار پشت سر هم به بیش از ۳ مرتبه فشار سرویس آن هم بدون تخریب رسید.
نحوه تولید به گونه ای است که با تمام استانداردهای بین‌المللی شناخته شده‌است.

### مشخصات سیلندر
- فشار کاری محدوده از 20Mpa تا 35Mpa
- ظرفیت آب از 0.3L تا 13L.
- قطر بیرونی از ۶۳ تا ۷۰۰ میلی‌متر است.
- مواد: کامپوزیت آلومینیوم - فیبر کربن

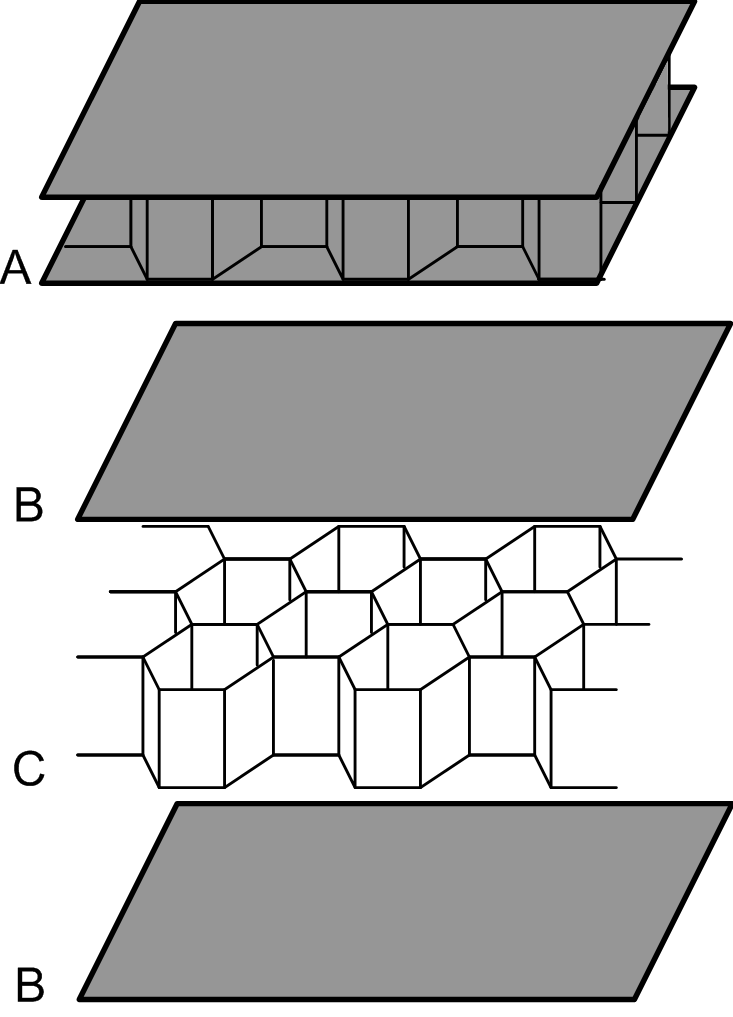
پانل فیبر کربن آلومینیومی لانه زنبوری

- ظرفیت آب: ۳٫۰ لیتر
- قطر خارج: ۱۳۶ میلیمتر
- فشار کاری: 30MPa
- فشار تست: 50MPa
- وزن: ۲٫۱ کیلوگرم[۲]

## پانل فیبر کربن آلومینیومی لانه زنبوری
بسیاری از مطالعات انجام شده در مواد کامپوزیتی با هدف کاهش قابل توجه وزن دستگاه انجام می‌شود. در میان مواد کامپوزیتی، مواد کامپوزیتی تقویت شده فیبر وجود دارد که فیبر کربن، فیبر شیشه ای، فیبر پایه آرامید به عنوان یک ماده تقویت کننده با رزین‌هایی مانند اپوکسی و غیره به عنوان یک ماتریس استفاده می‌شود. همچنین مواد فلزی متخلخل از فوم آلومینیوم ویژگی‌های خوبی از جمله جذب انرژی بسیار عالی، جذب آکوستیک و در زمینه‌هایی مانند اتومبیل، کشتی، هوا فضا و غیره استفاده می‌شود. مواد شیمیائی و هسته ساندویچ ۷–۱۲ با یک چسب ترکیب شده‌اند، زیرا اگر با روش اتصال با پیچ و مهره به آن اعمال شود، فوم آلومینیومی می‌تواند آسیب ببیند.
از آنجا که فوم آلومینیوم در تولید مکانیکی و سطح، ضعیف هستند، باید با مواد همگن تقویت شوند؛ بنابراین، اتصال فوم آلومینیوم و مواد دیگر با چسب مؤثرتر است. علاوه بر این، تأیید شد که بارها و تغییر شکل‌ها با انجام تجزیه و تحلیل فشرده سازی از طریق ANSYS با مدل اجزاء محدود که با خواص مشابه مواد به عنوان مواد آزمایشی انجام می‌شود، شبیه داده‌های تجربی بود.
وزن ماشین آلات مانند هواپیما، اتومبیل و غیره تأثیر زیادی بر مصرف سوخت و برق دارد؛ بنابراین، ما در طراحی پیشرفته برای وزن هواپیما و خودرو سبک‌تر تحقیق کرده‌ایم. بسیار مهم و ضروری است تا عملکرد کلی را با هدف کاهش قابل توجه وزن دستگاه افزایش دهیم. هدف از این مطالعه بررسی رفتار مکانیکی ساندویچ سینی آلومینیوم و ساندویچ پلاستیکی تقویت شده با فیبر کربن و فوم آلومینیوم از طریق تجزیه و تحلیل شبیه‌سازی فشرده سازی است. در آزمایش، حداکثر بار ساندویچ پلاستیکی تقویت شده با فیبر کربن ۴۹٫۱۵ کیلوولت است، حداکثر بار ساندویچ آلومینیومی تقریباً ۵۱٫۲ کیلو ولت بود، حداکثر بار فوم آلومینیوم نمونه ۳٫۲۷ کیلوولت بود، در حالی که سلول بار با ۱۲ میلی‌متر به عنوان سفت جابه جایی. این ثابت شد که نتایج شبیه‌سازی و آزمایش بسیار مشابه بودند. در شبیه‌سازی، تنش حداکثر معادل ساندویچ پلاستیکی تقویت شده با فیبر کربن بزرگتر از تنش معادل ساندویچ آلومینیوم بود. تجزیه و تحلیل و نتایج تجربی حاصل از این مطالعه می‌تواند در بسیاری از مناطق با استفاده از CFRP و صفحه آلومینیوم استفاده شود. فیبر کربن لانه زنبوری پنل ساخته شده از فیبر کربن و هسته‌های مختلف مانند نومکس، PVC, PP، شیشه فیبر و غیره، دارای مقاومت بالا خستگی و مقاومت در برابر خوردگی شیمیایی، دی الکتریک عالی و ویژگی‌های هدایت رادار فوق‌العاده ای را داراست.

### ویژگی
- نسبت تحمل بار به وزن بالا
- مقاوم در برابر خوردگی
- خواص دی الکتریک عالی
- عایق حرارتی
- سختی بالا
- عملکرد خزشی و خستگی بسیار بالا
- پایداری گرمایی خوب
- سازگار با اکثر چسب‌های مورد استفاده در کامپوزیت‌های ساندویچ[۳][۴]

### کاربرد
ساختار لمینیت فیبرهای فیبر کربن به‌طور گسترده‌ای به هواپیما، فضاپیمای، کشتی‌های با سرعت بالا و ماشین‌های مسابقه ای اعمال می‌شود.